# Адріан Нікомедійський

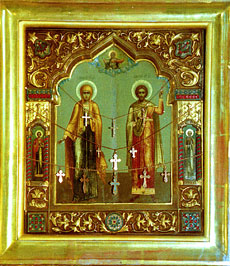
Святі Адріан і Наталія Нікомедійські. Ікона

Святий Адріан Нікомедійський (лат. Sanctus Adrianus Nicomediae, 278 — 4 березня 306, Нікомедія (сьогодні Ізміт, Туреччина), Сх. Римська імперія) — ранньохристиянський святий, чоловік святої Наталії.

## Життя
Адріан Нікомедійський державним службовцем в римському імперському суді м. Нікомедія. Він теж був геркулесовим охоронцем (членом преторіальної імперської гвардії, тілоохоронцем) римського імператора Галерія. Мав 28 років. Як охоронець він був присутній разом з імператором на суді та тортурах 22 християн у Нікомедії. Будучи вражений відвагою групи 22 християн, яких піддавали тортурам, він проголосив себе християнином, був з ними ув'язнений і зазнав мученицьких тортур перед тим як його віддали смертній карі.
Сперш йому відрубали кінцівки (руки та ноги) а потім йому було стято голову помираючи в руках святої Наталії. Після того як він був убитий, тіла Адріана та ще декілька інших мучеників були взяті для спалення. Коли кати почали палити їх тіла, розпочалась громова буря — вогонь в печі згас і блискавка вбила декількох катів. Наталію стримували щоби вона не кинулася у вогонь коли палили тіло Адріана. Пізніше християни взяли тіло Адріана і поховали його на околиці Візантія (Константинополя) в Арґирополі (Срібному місті).
Його молода дружина Наталія, яка була присутньою при його смерті, утішала його в болях, віднайшла одну з його рук і взяла її до Аргирополя біля Константинополя, куди вона втекла від наполягань імперського службовця Нікомедії, який хотів взяти її заміж. Вона мирно померла 1 грудня. Православні християни Константинополя шанували могилу святого Адріана, жертви Діоклетіанового переслідування. Мощі святого Адріана були пізніше перенесені до Риму і покладені в церкві? названій у його ім'я і під його покровительством на Римському форумі — Церква святого Адріана на Форумі (італ. S. Adriano al Foro). Свято на честь перенесення мощей відзначається в римо-католицькій церкві 8 вересня. Так 8 вересня стало головним святом у католицькій церкві на честь святого Адріана та інших 22 мучеників які його супроводили.
Образи святого Адріана і його дружини Наталії стали символами зворушливої любові чоловіка і жінки. Їхнє кохання, прикрашене світлом християнської віри, стало основою існування родини. Їхні страждання, які мученики терпіли заради Господа, стали наймогутнішою проповіддю перших століть християнської доби.

## Свята на честь святого Адріана і покровительство
Західна церква вшановує пам'ять святого Адріана і його дружини Наталії 8 вересня (день перенесення мощей до Риму); пам'ять його самого теж вшановують 4 березня (день мучеництва) та 26 серпня. Він є захисником від чуми, епілепсії (чорної хвороби), покровителем старих воїнів, торговців зброєю, різників, м'ясників, та комунікаційних явищ.
Адріан Нікомедійський є патроном солдатів, різників. Адріан Нікомедійський вважається патроном фламандських броварів. Розповсюдженим є твердження, що святий Адріан був відомим святим броварства. Говориться, що День святого Адріана, що святкується 8 вересня, був нагодою християнського пивопиття в Європі. Чому саме він був пов'язаний з броварством чи пивом невідомо. Звідси теж марки бельгійського та голландського пива Адріаан. Можливо це пов'язано з відомим млином в Гаарлемі Адріаан, який носить його ім'я. Саме в Гарлемі виробляють це пиво.
Він теж є покровителем столиці Португалії Лісабону і м. Гераардсберґен (фр. Grammont) в Бельгії (бельгійській Фламандії), де зберігаються частки його мощей. В цьому ж бельгійському місті було засновано бенедиктинський Монастир Святого Адріана.

### Святий Адріан— головний військовий святий Північної Європи
Протягом багатьох століть, Адріан Нікомедійський був головним військовим святим Північної Європи, другим лише за святим Георгієм. Він високо шанується у Фламандії, Німеччині і на півночі Франції. За звичай він зображується озброєним, з ковадлом в руках або в ногах.
Генріх II Святий (972–1024), імператор Священної Римської Німецької імперії, ввіряв свою армію під благословіння Боже і призивав особливо ім'я святого Адріана, меч котрого обережно зберігався як реліквія протягом довгого періоду у м. Валбах (в регіоні Ельзас, східна Франція).
У 1931 році (липень-серпень) році на півночі Іспанії (країна Басків), під час об'явлень в місцевості Лізарраґа, діти мали видіння хресного ходу (процесії) яка починалася зі святого Йосипа, зосереджувалася на немовляті Ісусі і закінчувалася святим Адріаном на білому коні.

## Посмертні чудеса святого
Мощі святого Адріана були пізніше перенесені до Риму, а потім до Фламандії (Бельгія), де Граф Балдвін VI (чоловік Святої Адели Мессінеської) помістив їх в абатстві (монастирі) в Діккелвене (село, що увійшло у склад Ґавере в 1976 р.). Наприкінці XI століття граф переконав монахів монастиря в Діккельвенне перенестися до нового міста Ґерардсберґен, де вони заснували абатство святого Адріана. Багато чудес сталися в цій святині, які посилаються на святого Адріана. Монастир святого Адріана був так популярним, що саме місто Ґерардсберґен, де він знаходився, було колись перейменоване на Адріанополіс. В Нідерландах виявлена неймовірна кількість пілігримних значків та амулетів святого Адріана.

## Патрон
- Португалія:
  - парафії: Ойш-да-Рібейра

## Церкви Святого Адріана
На честь святого Адріана теж названо багато церков:
- Монастир (абатство) Святого Адріана в Ґерардсберґен (Gearsburg) (Бельгія)
- Церква Святого Адріана (Sint-Adrianuskerk, 1926) в Голбеек (Hoelbeek), Білзен, Лімбург (Бельгія)
- Католицька церква Святого Адріана в м. Адріан, Міннесота (див.: . (США)
- Храм мучеників Адріана и Наталії в Бабушкіно. Троїцьке благочиння Москви. Храм побудовано в новоруському стилі в 1914—1916 рр., арх. В. Глазов (Росія)
- Церква Адріана і Наталії в Міщанській слободі (Росія)
- Церква Святого Адріана і Наталії в Старо-Паново, С. Петербург (Росія)
- Храм святих мучеників Адріана та Наталії у Києві (Україна)
- Храм святих мучеників Адріана і Наталії, що на Французькому бульварі м. Одеси[недоступне посилання з червня 2019] (Україна)
- Нижня чи зимова церква, освячена в честь мучеників Адріана і Наталії в Козельці (Україна)
- Надворотна церква на честь Адріана і Наталії в Пошехонському Адріановому монастирі (Росія)
- Церква і абатство Святого Адріана в Туноні, м. Санто Адріано, Астурія (891 р.) (Іспанія)
- Нормансько-візантійська Базиліка Святого Адріана в Сан Деметріо, Короне, Кошенца, Калабрія (Італія)
- Церква Святого Адріана (Chiesa di San Adriano) в Римі (Італія)

## Джерело
- Католик онлайн